# Kenta Nishizawa
Kenta Nishizawa (西澤 健太?, Nishizawa Kenta; Shizuoka, 6 settembre 1996) è un calciatore giapponese, centrocampista del Sagan Tosu.

## Carriera
Ha giocato nella prima divisione giapponese.

## Palmarès

### Club

#### Competizioni nazionali
- J2 League: 1

Shimizu S-Pulse: 2024